# Marburger Universitätsbund
Der Marburger Universitätsbund ist der gemeinnützige Förderverein (e. V.) von Freunden und Alumni der Philipps-Universität Marburg.

## Zielsetzungen
Wo die verfügbaren öffentlichen Mittel nicht ausreichen, unterstützt der Universitätsbund die Universität und ihre Angehörigen bei zahlreichen wissenschaftlichen und sozialen Aufgaben. Das reicht von Kunstförderung wie z. B. dem Musizierpavillon für Studenten der Philipps-Universität bis hin zu Zuschüssen zu wissenschaftlich bedingten Auslandssemestern, -exkursionen, Vorträgen und Veranstaltungen.
Die Auszeichnung herausragender Dissertationen von Nachwuchswissenschaftlern ist ein besonderes, stetiges Anliegen. Außerdem vergibt der Marburger Universitätsbund den Karl-Winnacker-Preis sowie für Nebenkosten kleinerer und mittlerer Tagungen der Universität Fördermittel aus dem Ursula-Kuhlmann-Fonds.

## Strukturen
Der Marburger Universitätsbund hat seinen Sitz im Institutsgebäude Biegenstraße 9 und unterhält ein Sport- und Studienheim in Hirschegg (Kleinwalsertal).
Mitglieder beziehen die Zeitschrift „Marburger UniJournal“, die dreimal jährlich herauskommt und aus der Philipps-Universität und ihren aktuellen Aktivitäten in Lehre und Forschung berichtet.
In Kooperation mit Sektionen des Marburger Universitätsbundes und verschiedenen Volkshochschulen in Hessen werden regelmäßig kleine Vortragsreihen veranstaltet.